# Rudarsko-geološko-naftni fakultet u Zagrebu
Rudarsko-geološko-naftni fakultet (RGNF, RGN fakultet) je visoko učilište u sastavu Sveučilišta u Zagrebu. Ustrojava i izvodi sveučilišne studije te se bavi znanstvenim i stručnim radom u znanstvenom području tehničkih znanosti – znanstveno polje rudarstvo, nafta i geološko inženjerstvo te u znanstvenom području prirodnih znanosti – znanstveno polje geologija. Zapošljava oko 150 osoba, od čega 58 nastavnika i 50 asistenata (podatak za akademsku godinu 2013./2014.)
Dan RGN fakulteta je 4. prosinca na spomedan zaštitnice rudara, sv. Barbare, koji se slavi i kao Dan rudara.
Rudarski pozdrav je SRETNO!

## Povijest
Začetke današnjeg Rudarsko-geološko-naftnog fakulteta predstavlja osnivanje Stolice i zavoda za mineralogiju i geologiju na Kraljevskoj tehničkoj visokoj školi u Zagrebu 1919. godine. čime je počela nastava iz geoloških i mineraloških predmeta na Arhitektonskom, Građevinsko-inženjerskom i Kemijsko-inženjerskom odjelu. Prvi redoviti profesor i predstojnik zavoda je profesor Ferdo Koch. Jedinstven i cjelovit studij rudarstva u Zagrebu započeo je u akademskoj godini 1939./1940. osnivanjem Odsjeka za rudarstvo i metalurgiju odlukom koju potpisuje ban Banovine Hrvatske dr. Ivan Šubašić. Odsjek za rudarstvo i metalurgiju 1941. mijenja ime u Rudarski odsjek (kasnije: odjel). Na Odsjeku su se u početku formirali univerzalni rudarski inženjeri. U akademskoj godini 1949./50. uvode se smjerovi: rudarsko-pogonski (s podjelom na ugljen i metale te naftu) i rudarsko-geološki. Godine 1956. Tehnički fakultet dijeli se na nekoliko fakulteta, a Rudarski odjel se smješta u Kemijsko-prehrambeno-rudarski fakultet koji se od 1961. godine naziva Tehnološkim fakultetom. Sljedeće godine Rudarski se odjel reorganizira u tri odjela: Rudarski odjel, Geološki odjel te Odjel za bušenje i pridobivanje nafte i plina. Odlukom Sabora 28.studenog 1964. osnovan je Rudarsko-geološko-naftni fakultet koji posluje od 1.siječnja 1965. godine.

## Zavodi i katedre
1. Zavod za rudarstvo i geotehniku
2. Zavod za geologiju i geološko inženjerstvo
3. Zavod za naftno inženjerstvo
4. Zavod za geofizička istraživanja i rudarska mjerenja
5. Zavod za mineralogiju, petrologiju i mineralne sirovine
6. Zavod za kemiju
7. Zavod za matematiku, informatiku i nacrtnu geometriju
8. Katedra za zajedničke nastavne predmete

## Preddiplomski studiji
- Preddiplomski sveučilišni studij Rudarstvo
- Preddiplomski sveučilišni studij Geološko inženjerstvo
- Preddiplomski sveučilišni studij Naftno rudarstvo.

Od 2014. godine RGNF sudjeluje u izvođenju preddiplomskog sveučilišnog studija vojnog inženjerstva.

## Diplomski studiji
- Diplomski sveučilišni studij Rudarstvo − smjerovi: Rudarstvo, Geotehnika, Zbrinjavanje i odlaganje otpada
- Diplomski sveučilišni studij Geološko inženjerstvo – smjerovi: Hidrogeologija i inženjerska geologija te Geologija okoliša
- Diplomski sveučilišni studij Geologija – smjer: Geologija mineralnih sirovina i geofizička istraživanja
- Diplomski sveučilišni studij Naftno rudarstvo − smjerovi: Opće naftno rudarstvo, Energetika i Zaštita okoliša u naftnom rudarstvu.

## Poslijediplomski studij
- Doktorski studij „Primijenjene geoznanosti, rudarsko i naftno inženjerstvo”
- Poslijediplomski doktorski studij na Rudarsko-geološko-naftnom fakultetu

## Znanstveni časopis
Fakultet od 1989. godine izdaje znanstveni časopis Rudarsko-geološko-naftni zbornik (RGN zbornik).

## Studenti
Na prvu godinu preddiplomskih studija upisuje se oko 250 studenata. U akademskoj godini 2013/2014. upisano je 245 studenata, od kojih 171 student koji je prethodne nastavne godine završio srednjoškolsko obrazovanje (brucoši). Od toga 60 brucoša upisalo je studij Rudarstvo, 56 Geološko inženjerstvo te 55 studij Naftno rudarstvo. Na drugu godinu studija bilo je upisano 206, a na treću 148 studenata. Završni rad obranilo je 115 studenata (30 studenata studija Rudarstvo, 38 studenata studija Geološko inženjerstvo i 47 studenata studija Naftno rudarstvo).
Na prvu godinu diplomskih studija upisuje se oko 140 studenata. U akademskoj godini 2013./2014. na prvu godinu diplomskih studija upisano je ukupno 137 studenata, od čega je 112 studenata prvi put upisalo diplomski studij (36 studenata studij Rudarstvo, 28 Geološko inženjerstvo, 19 studij Geologija i 29 Naftno rudarstvo). Na drugu godinu diplomskih studija upisano je 112 studenata. Diplomski rad obranilo je 87 studenata (18 studenata studija Rudarstvo, 31 student studija Geološko inženjerstvo, 12 studenata studija Geologija i 26 studenata studija Naftno rudarstvo).
U okviru programa Erasmus na Rudarsko-geološko-naftnom fakultetu po jedan semestar studiralo je petero stranih studenata (četiri na smjeru Geologija i jedan na smjeru Rudarstvo).
Na Fakultetu djeluje studentski ogranak svjetske udruge naftnih inženjera "Kapetan Anton F. Lučić" (Society of Petroleum Engineers, SPE). Okuplja studente naftnog inženjerstva i srodnih struka te je jedina studentska udruga u području nafte i plina u Hrvatskoj.
Skok preko kože je tradicionalna inicijacijska svečanost u kojoj studenti prve i druge godine tzv. brucoši postaju mladi bajte i dobivaju starijeg bajtu koji ima zadatak pomoći im u snalaženju tijekom studija. Održava se svake dvije godine, u petak najbliži spomendanu sv. Barbare. Tridesetprvi skok održan je 2014. godine. Iako svečanost ima vrlo formalnu proceduru, kada studenti imaju priliku govoriti, cijeni se dosjetljivost i smisao za humor. Prije svečanosti studenti odjeveni u svečane rudarske uniforme marširaju kroz grad pjevajući rudarske pjesme, prisustvuju svečanoj misi u kojoj mole zaštitnicu sv. Barbaru za sreću i zaštitu od opasnosti koje vrebaju rudare, a pohod završavaju u svečanoj dvorani u kojoj je Skok organiziran.

## Udruge
- Udruga hrvatskih rudarskih inženjera (UHRI) je dobrovoljna, nevladina, strukovna udruga inženjera rudarstva, geologije, naftnog rudarstva i geotehnike, te inženjera drugih struka ako su profesionalno vezani uz rudarsku djelatnost.[5]
- AMAC-RGNF je udruga diplomiranih studenata RGN fakulteta.[6]

## Vanjske poveznice
- Službena stranica Rudarsko-geološko-naftnog fakulteta (pristupljeno 15. listopada 2015.)
- Mrežne stranice RGN zbornika
- Mrežna arhiva RGN zbornika
- Strateški energetski projekti traže interdisciplinarni pristup. Interview s dekanom Nakićem na portalu Energetika-net.com (pristupljeno 16. listopada 2015.)
- Analiza klizišta u Čučerju. Članak u Večernjem listu (pristupljeno 16. listopada 2015.)
- Erasmus programi  Arhivirana inačica izvorne stranice od 22. listopada 2015. (Wayback Machine) (pristupljeno 20. listopada 2015.)
- Tehnički fakultet u Zagrebu Hrvatska tehnička enciklopedija, portal hrvatske tehničke baštine. LZMK